# Cromlech de Crucuno
Pour les articles homonymes, voir Crucuno.
Le cromlech de Crucuno (ou quadrilatère de Crucuno) est une construction mégalithique située dans le village de Crucuno à Plouharnel  dans le département français du Morbihan. Le monument actuellement visible, souvent présenté comme étant un observatoire astronomique daté du Néolithique, correspond en réalité à une restauration archéologique réalisée en 1883.

## Historique
Le premier relevé connu du site est celui dressé par M. Vicars en 1832 : sur son plan figurent 36 monolithes organisés en 7 files. En 1847, Cayot-Delandre ne mentionne pas un quadrilatère mais « à l'est de Corconno, dans un champ, se trouve un groupe de menhirs confusément disposés ». Sur un plan dressé par H. Dryden et W.C. Lukis, le monument est de forme trapézoïdale et comporte 20 monolithes mais aucun en position centrale. En 1883, Félix Gaillard restaure le site : sur le plan qu'il en dresse le monument est de forme parfaitement rectangulaire et comporte 22 pierres dont aucune en position centrale. En 1973, A. Thom signale l'existence de deux dalles supplémentaires, au centre du quadrilatère, dégagées par l'érosion.
L'édifice et le site font l’objet d’un classement au titre des monuments historiques depuis 1889,.

## Description
Le monument actuellement visible forme un rectangle d'environ 35 m de long sur 26 m de large. Les quatre côtés sont orientés selon les points cardinaux et les diagonales sont orientées sur les levers et couchers solaires solsticiaux. Cette forme géométrique résulte de la restauration de Gaillard. Compte tenu des relevés dressés avant cette restauration, il semble que Gaillard ait modifié la forme du monument pour la faire correspondre à ses théories sur l'astronomie préhistorique. L'examen des documents antérieurs à cette restauration, dont les relevés cadastraux, tend à montrer que le site couvrait une superficie beaucoup plus grande que l'actuel quadrilatère (au moins quatre fois plus grande) et comportait une cinquantaine de monolithes. Dès lors, l'abondante littérature, publiée depuis la restauration de Gaillard, tendant à vouloir démonter, sur la base de calculs géométriques et astronomiques très précis, que le monument serait un observatoire astronomique daté du Néolithique, se fonde « sur le plan juste d'un site injustement restauré ».